# Parhelophilus integer
Parhelophilus integer är en tvåvingeart som först beskrevs av Friedrich Hermann Loew 1863.  Parhelophilus integer ingår i släktet strandblomflugor, och familjen blomflugor. Inga underarter finns listade i Catalogue of Life.